# Spilosoma barteli
Spilosoma barteli là một loài bướm đêm thuộc phân họ Arctiinae, họ Erebidae.